# Malgaška hrbolkatá
Malgaška hrbolkatá (Cophyla tuberifera, též Platypelis tuberifera) je druh žáby z čeledi parosničkovitých, vyskytující se endemicky na Madagaskaru.

## Popis
Dorůstá délky 30 až 40 cm. Tělo je mírně zploštělé, se světle hnědým nebo béžovým hřbetem, na kterém se často nachází světlý podélný pruh. Břišní strana je bělavá.

## Rozšíření a výskyt
Malgaška hrbolkatá se vyskytuje v části severního a východního Madagaskaru, a to v oblasti mezi rezervací Manongarivo na severu, až po Národní park Andringitra na jihu. Obývá nížinné i horské deštné pralesy, ale i sekundární porosty. Často bývá nalézána na paždí listů pandánu, kde se pravděpodobně vyvíjí její pulci. Vyskytuje se v nadmořské výšce 400–1200 m.
Původních lesních stanovišť na Madagaskaru ubývá v důsledku těžby dřeva a uhlí, rozšiřování zemědělství a šíření invazivního eukalyptu. Tento druh má však poměrně velký areál rozšíření a vyskytuje se v několika chráněných oblastech, a proto je v Červeném seznamu IUCN uvedena jako druh málo dotčený.